# اعتلال العصب الكعبري
اعتلال العصب الكعبري هو نوع من اعتلال العصب الأحادي الذي ينتج عن صدمة حادة للعصب الكعبري الذي يمتد على طول الذراع. يُعرف باسم تنمل عابر عندما يكون الإحساس غير طبيعي مؤقتًا.

## العلامات والأعراض
تختلف أعراض الاعتلال العصبي الكعبري تبعًا لشدة الصدمة؛ ومع ذلك، قد تشمل الأعراض الشائعة سقوط الرسغ، وتنميل في مؤخرة اليد والرسغ، وعدم القدرة على فرد الأصابع طواعية. يعود فقدان مد المعصم إلى فقدان القدرة على تحريك الحيز الخلفي لعضلات الساعد. في حالة حدوث تمزقات في منطقة الرسغ، فإن الأعراض ستكون حسية. بالإضافة إلى ذلك، اعتمادًا على نوع الصدمة، قد تتأثر الأعصاب الأخرى مثل العصب المتوسط والأعصاب الإبطية.

## الأسباب
هناك طرق عديدة لحصول اعتلال العصب الكعبري، بما في ذلك:
- الجزء العلوي من الذراع - كسر في العظام
- الكوع - انحباس العصب
- المعصم - تشوه الكوع وكتل الأنسجة الرخوة
- الإبط - هنا السبب الأكثر شيوعًا هو الضغط. ومع ذلك، فإن خلع عظم العضد هو عامل محتمل أيضًا. يمكن أن يكون أيضًا بسبب ضغط الضفيرة العضدية.

## الآلية
آلية الاعتلال العصبي الكعبري هي أنه يمكن أن يسبب إزالة الميالين البؤري وتنكس محور عصبي. يمكن أن يحدث هذا عن طريق التمزق أو الضغط على العصب المعني.

## التشخيص
يمكن تشخيص الاعتلال العصبي الكعبري باستخدام التصوير بالرنين المغناطيسي أو الموجات فوق الصوتية أو دراسة التوصيل العصبي أو تخطيط كهربية العضل (EMG).

## العلاج
- يمكن تحقيق علاج الاعتلال العصبي الكعبري وإدارته من خلال الطرق التالية:[8][9]
- العلاج الطبيعي أو العلاج الوظيفي
- الجراحة (حسب المنطقة المحددة ومدى الضرر)
  - نقل الأوتار (الأصل يبقى كما هو ولكن ينقل الإدخال)
- التجبير

## الإنذار
لا يكون الاعتلال العصبي الكعبري دائمًا بالضرورة، على الرغم من أنه قد يكون هناك فقدان جزئي للحركة أو الإحساس. تشمل المضاعفات تشوه اليد عند بعض الأفراد. إذا كانت الإصابة محوارًا (تلف الألياف العصبية الأساسية نفسها)، فقد يستغرق التعافي شهورًا أو سنوات وقد لا يحدث الشفاء التام أبدًا. عادة ما تجرى دراسات تخطيط كهربية العضل ودراسات التوصيل العصبي لتشخيص مدى الضرر وتوزيعه، وللمساعدة في التشخيص للشفاء.

## الثقافة والمجتمع
هناك عدد من المصطلحات المستخدمة لوصف إصابات العصب الكعبري، والتي تعتمد على عامل السببية مثل:
- شلل شهر العسل من شخص آخر ينام على ذراعه ويضغط على ذراعه طوال الليل.[10]
- شلل ليلة السبت نتيجة للنوم وذراعه معلقة على مسند ذراع الكرسي، ما يضغط على العصب الكعبري.[11]
- يحدث شلل الاسكواش، الناجم عن قوى الجر المرتبطة بالسكواش الرياضي، للاعبي الاسكواش خلال الفترات الفاصلة بين المباريات.[12]